# Agractie
Stichting Agractie Nederland is een Nederlandse belangenorganisatie van boeren opgericht in 2019. Agractie is met Farmers Defence Force één van de organisaties achter de boerenprotesten tegen het stikstofbeleid.

## Achtergrond
De organisatie werd opgericht nadat D66-Tweede Kamerlid Tjeerd de Groot in september 2019 stelde dat de Nederlandse veestapel gehalveerd moest worden vanwege de stikstofcrisis. Agractie werd opgericht en geleid door schapenhouder Bart Kemp uit Ede. Agractie wordt financieel ondersteund door verscheidene veevoerbedrijven.
Agractie organiseerde een demonstratie die op 1 oktober 2019 plaatsvond op het Malieveld in Den Haag. Duizenden boeren vertrokken in de nacht met ten minste 2200 tractors in colonnes naar Den Haag, wat voor zeer lange files in Nederland zorgde. Hoewel 75 tractoren op het Malieveld waren toegestaan reden tractors vervolgens toch door, wat zorgde voor een verkeerschaos in het Haagse centrum. Tientallen tractors reden door de berm of afzetting heen alsnog het Malieveld op.
Op 30 augustus 2022 meldde voorman Kemp dat Agractie in gesprek ging met het kabinet omdat er gesproken kon worden over halvering van de stikstofuitstoot, de PAS-melders, het stikstofkaartje, het inzetten op innovaties en de kritische depositiewaarde.
Per 1 maart 2024 is Bart Kemp gestopt als voorzitter. Op 1 juni 2024 werd Alien van Zijtveld voorzitter van Agractie. Zij was al enkele jaren actief als secretaris en vice-voorzitter in het Agractie-bestuur.